# Форзани, Лилиана
Лилиана Мария Форзани (исп. Liliana Forzani, род. около 1966) — аргентинский математик и статистик, исследовательница, профессор и популяризатор науки.

## Биография
Она занимается исследовательскими задачами в Институте прикладной математики Литорали в должности главного научного сотрудника Национального совета по научным и техническим исследованиям (CONICET) и является профессором кафедры математики факультета химической инженерии Национального университета Побережья. Она также с 2021 года стала президентом Математического союза Латинской Америки и Карибского бассейна (UMALCA), первой женщиной на этой должности. Форзани получила признание за свою работу в области научных коммуникаций и инновационных инициатив, которые продвигают математику среди детей и молодёжи, а также гендерное равенство.

## Карьерная лестница
Сначала Форзани изучала прикладную математику в Национальном университете Литораля (1988), в 1993 году изучала математические науки в Национальном университете Сан-Луиса и получила докторскую степень по статистике в Университете Миннесоты в 2007 году.
Она работает главным исследователем CONICET и в качестве профессора ведёт занятия на факультете химической инженерии Национального университета Литораля.
Как популяризатор науки она искала инновационные способы донесения науки до общественности. Среди них выделяется создание и развитие Математического фестиваля ANIMATE, события, которое имело большое влияние в провинции Санта-Фе и привело к созданию зоны научной культуры на факультете химического машиностроения UNL. Она также отвечает за организацию празднования Дня Ады Лавлейс в Латинской Америке. Эта дань уважения предлагает различные виды научной деятельности для девочек в возрасте от 10 до 12 лет и способствует карьере в области STEM, подчёркивая важную роль женщин в науке.
Форзани работает главным научным сотрудником CONICET, а также профессором кафедры математики факультета химической инженерии Национального университета Литораля.

## Награды и почести
Награда L’Oréal-Юнеско Для женщин в науке была присуждено Форзани в 2017 году за работу «Достаточное сокращение размеров: теория и применение», в которой она на основе статистики предлагает более точный и эффективный метод управления данными для получения информации.
В 2023 году она была награждена премией Cientificas Que Cuentan в категории «Карьера», наградой, присуждаемой Культурным центром науки совместно с Национальной программой гендерного равенства Министерства науки, технологий и инноваций Аргентины, CONICET. Français d’Argentine и посольством Франции при поддержке Sanofi. Было подчеркнуто, что она получила награду «за выдающиеся достижения в своей новаторской и разнообразной работе по распространению науки, которая включает в себя консолидированные инициативы и отмеченные вехи, среди которых выделяются те, которые пропагандируют важность математики. Также признан её большой вклад в то, чтобы сделать работу женщин в науке заметнее».